# Hürbel (Gutenzell-Hürbel)

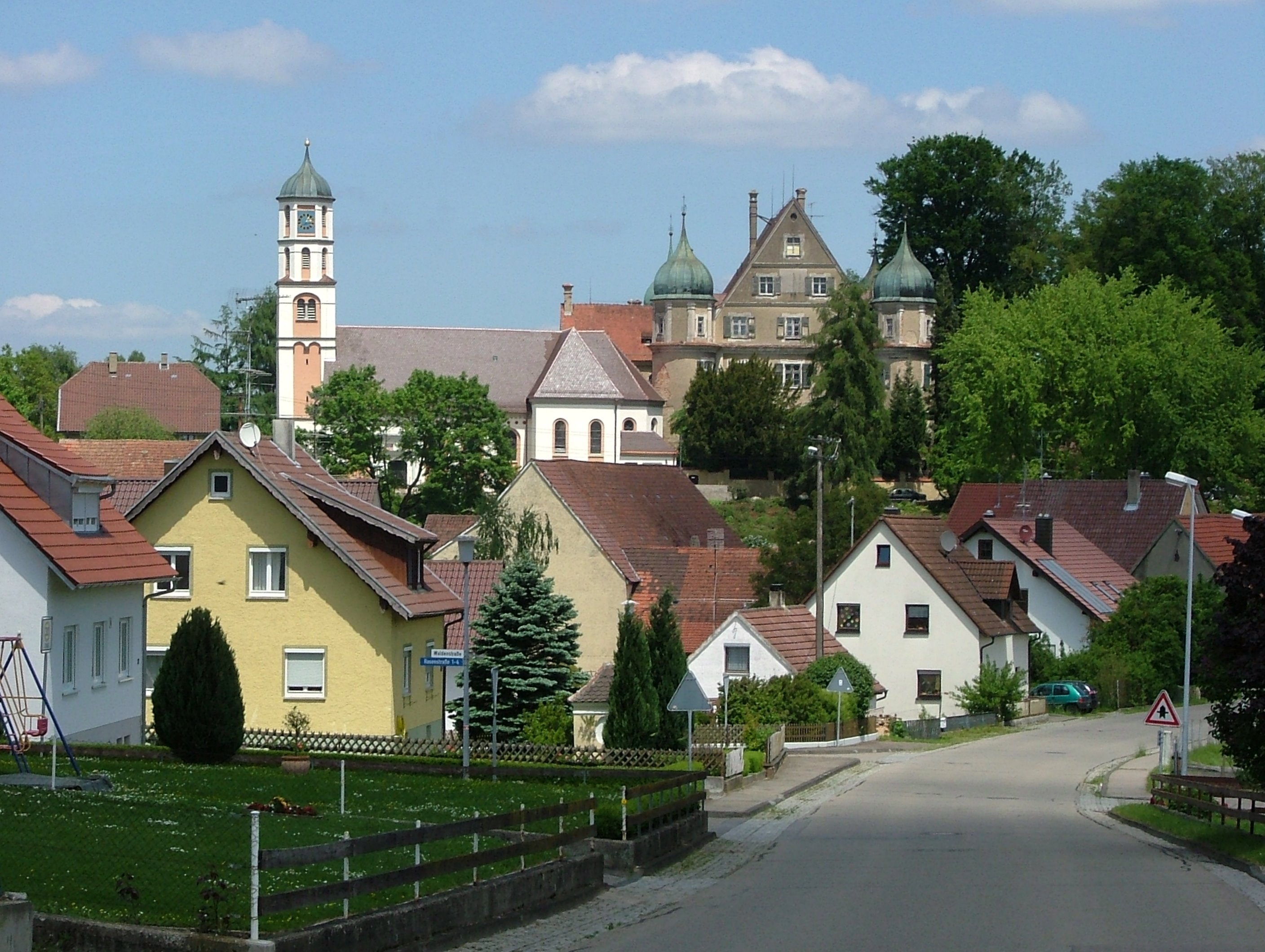
Ortsansicht mit Kirche und Schloss

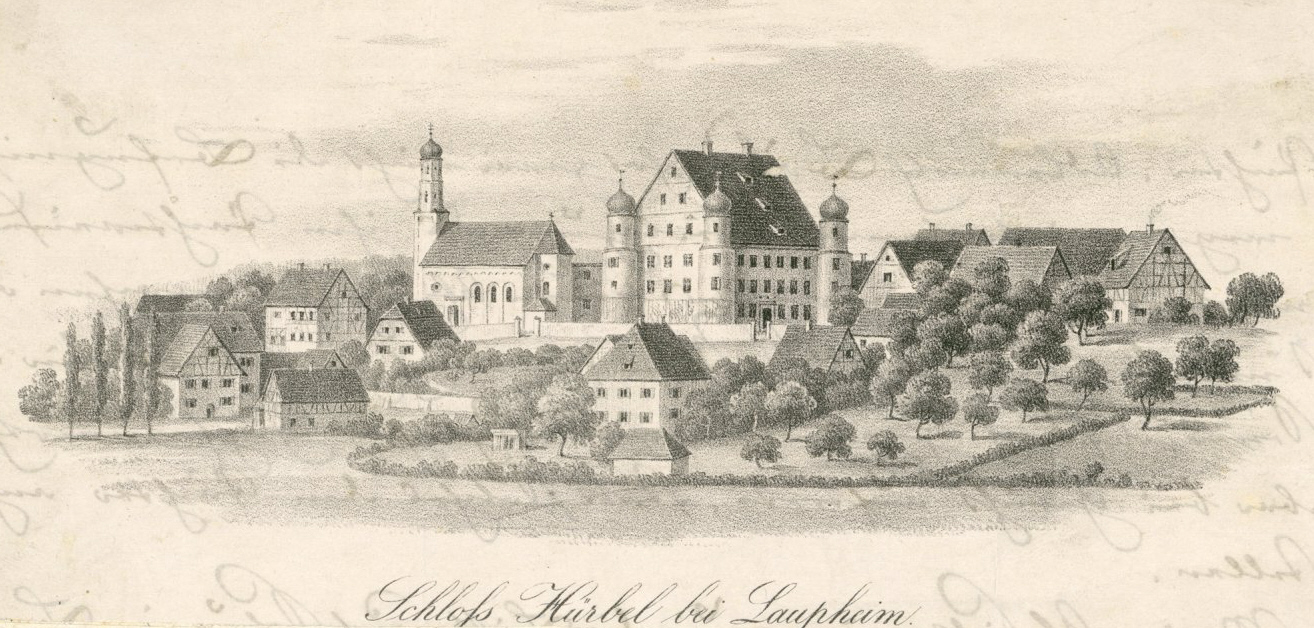
Ortsansicht von 1840

Hürbel ist eine ehemalige Gemeinde im Landkreis Biberach. Heute gehört Hürbel zur Gemeinde Gutenzell-Hürbel.

## Geschichte
Erstmals urkundlich erwähnt wurde Hürbel am 4. Januar 1083, als ein Adliger aus Hurwilin Zeuge einer Schenkung war. 1237 fiel Hürbel an Ulrich von Freyberg, dessen Nachkomme Heinrich von Freyberg 1521 das Schloss von Hürbel erbaute, das Stammsitz der Familie wurde.
Der Ort kam 1806 unter württembergische Landeshoheit, das Schloss ging 1816 in den Besitz der in Achstetten ansässigen Grafen Reuttner von Weyl über, die es 1840 an den württembergische Staat verkauften. 1843 erwarben es die Freiherrn von Welden. Von 1907 bis 1981 gehörte das Schloss den Franziskanerinnen vom Kloster Bonlanden, die darin das Kinderheim St. Josef für Waisenkinder betrieben. Seit 2013 befindet es sich in Privatbesitz. Schloss Hürbel wurde seitdem innen und aussen umfangreich restauriert. Eine Besonderheit sind die weltweit einmaligen französischen Tapeten aus dem Jahr 1785 des Pariser Designers Jean Baptist Revaillon. Im Trausaal können sich Paare trauen lassen und Hochzeit feiern. 
1826 wurde Hürbel wieder zu einer eigenständigen Pfarrei. Bereits seit mindestens 1396 gab es in Hürbel eine Kirche, die seit 1407 zur Pfarrei Reinstetten gehörte.
Bei der Gemeindereform am 1. Januar 1975 wurde Hürbel mit Gutenzell zur Gemeinde Gutenzell-Hürbel zusammengelegt.

## Bevölkerungsentwicklung
Es handelt sich um Einwohnerzahlen nach dem jeweiligen Gebietsstand bis 1970 und ohne den dazugehörigen Ortsteil Gutenzell. Die Zahlen sind Volkszählungsergebnisse oder amtliche Fortschreibungen mit Archivierungen des LEO-BW Online-Informationssystems für Baden-Württemberg.
| Jahr      | 1852 | 1871 | 1880 | 1890 | 1900 | 1910 | 1925 | 1933 | 1939 | 1950 | 1956 | 1961 | 1970 |
| Einwohner | 504  | 504  | 516  | 509  | 558  | 698  | 686  | 624  | 652  | 718  | 709  | 702  | 662  |

## Kultur und Sehenswürdigkeiten
- Das Schloss Hürbel wurde 1521 erbaut. Das Gebäude ist ein dreigeschossiger Rechteckbau mit runden und achteckigen Ecktürmen. Im 18. Jahrhundert fanden mehrere Renovierungs- und Umbaumaßnahmen statt.
- Die katholische Kirche St. Alban wurde im 15. Jahrhundert erbaut. 1906 erfolgte ein vollständiger Umbau mit Anbau eines Querschiffes und einer Chorapsis.

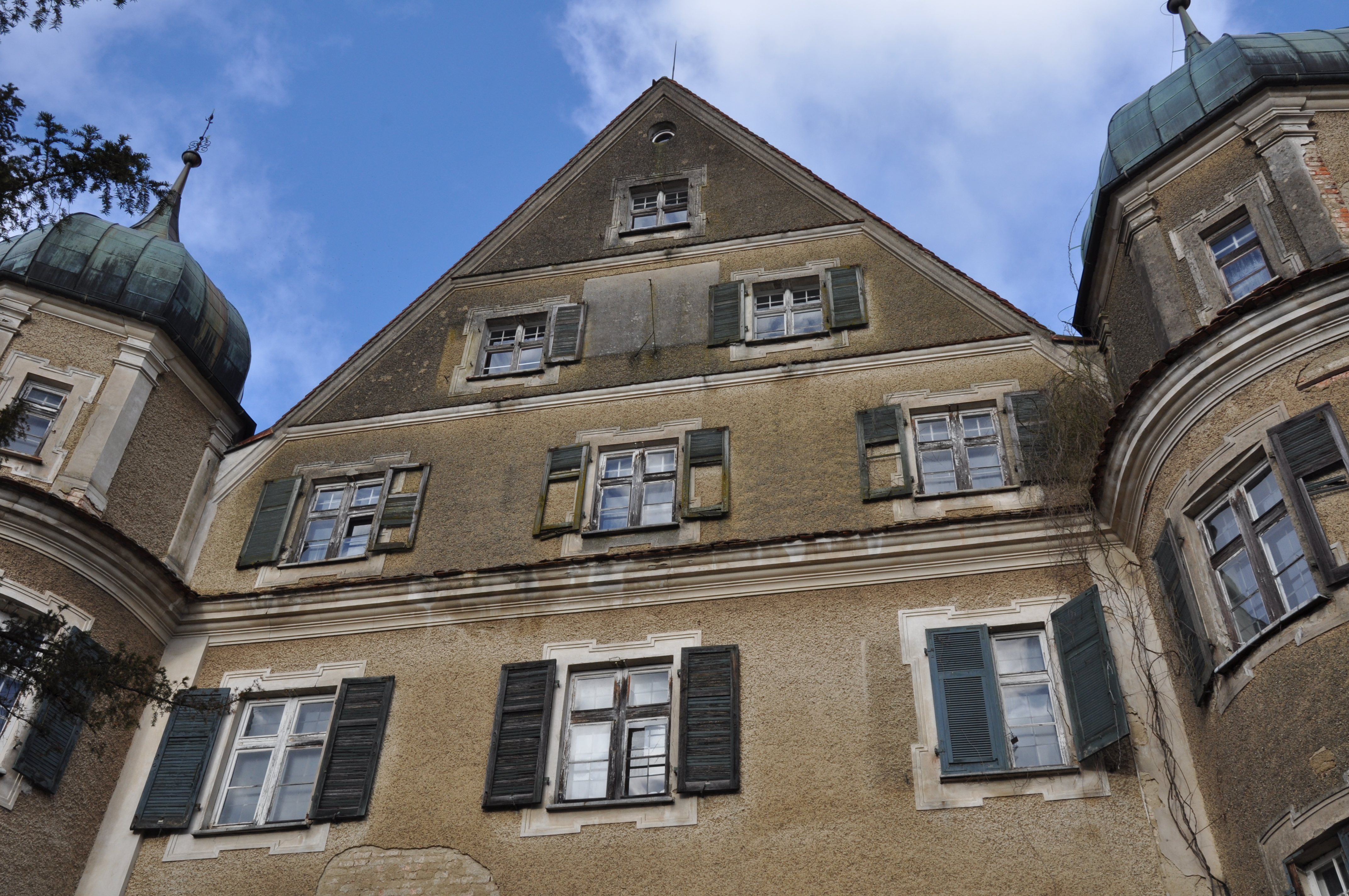
Schloss Hürbel
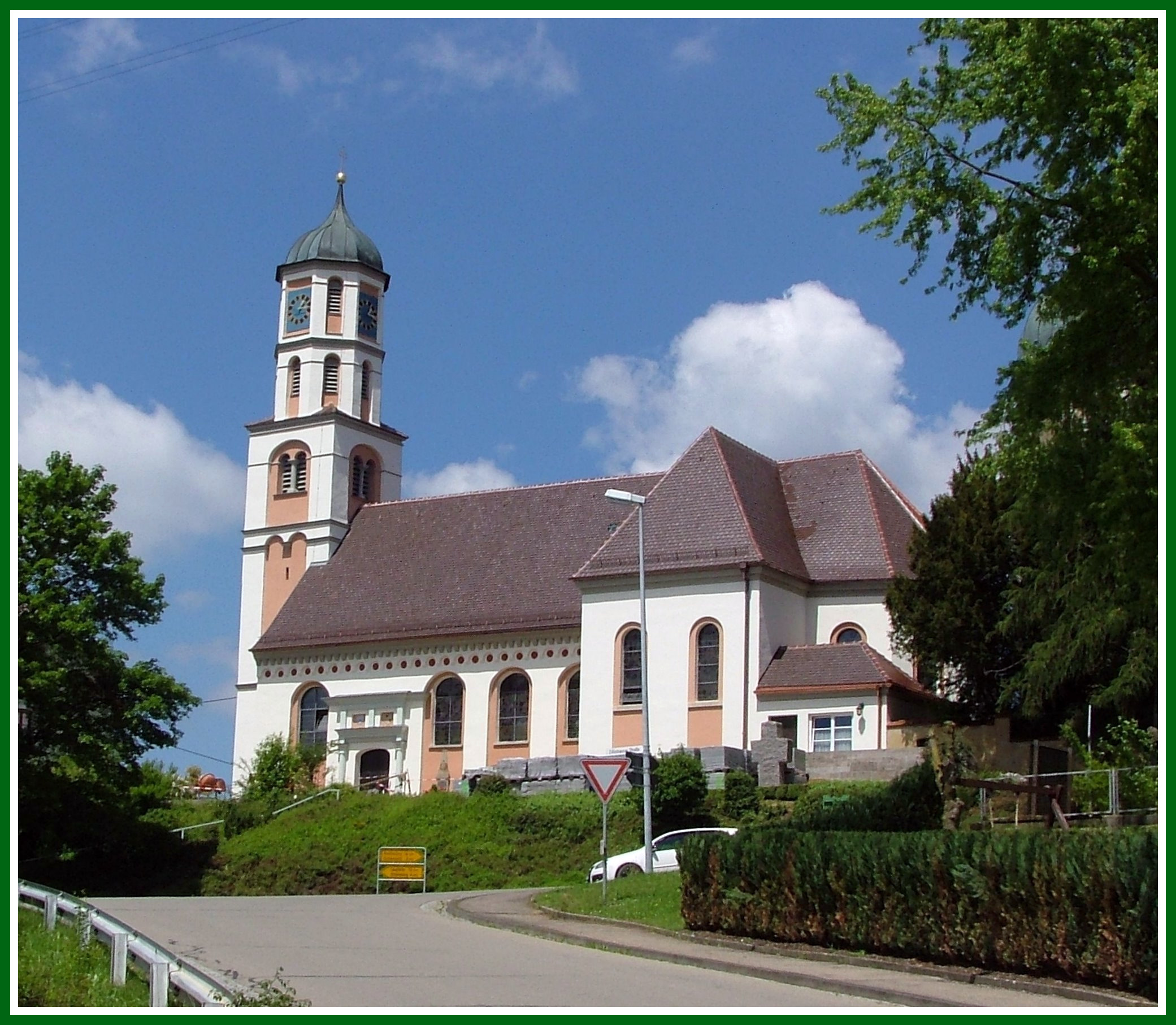
Katholische Kirche St. Alban
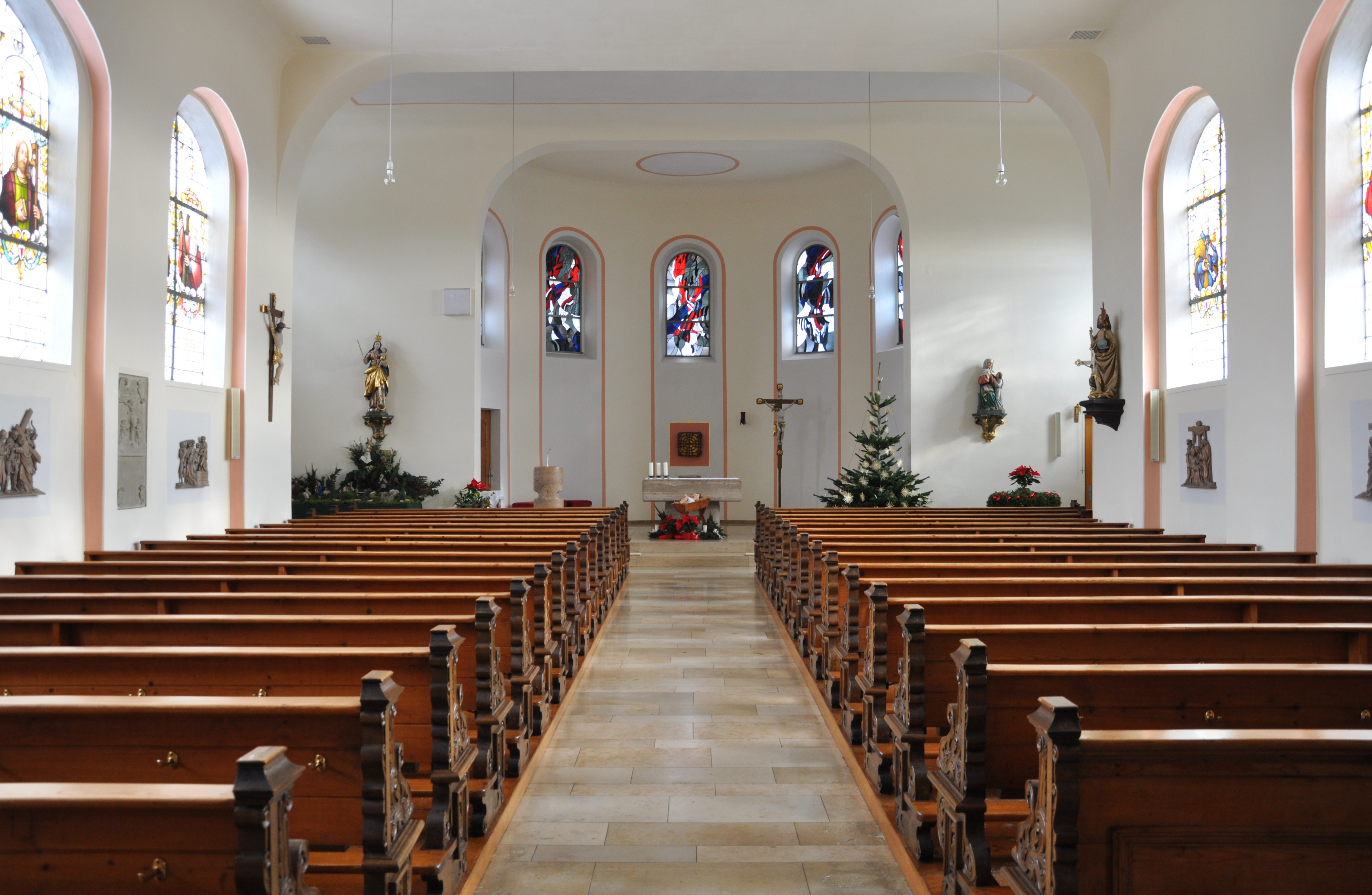
Blick zum Chor in der Kirche
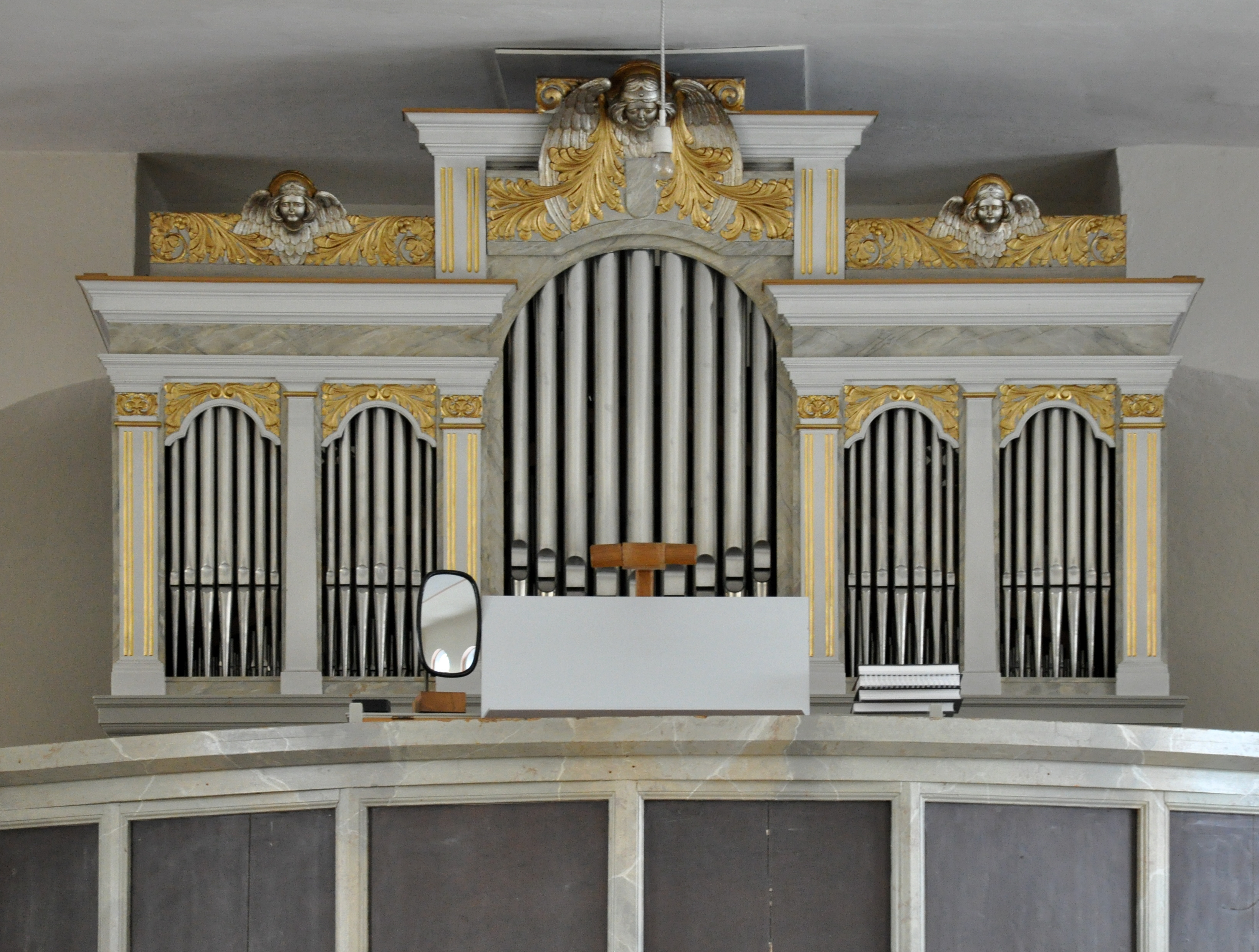
Kirchenorgel
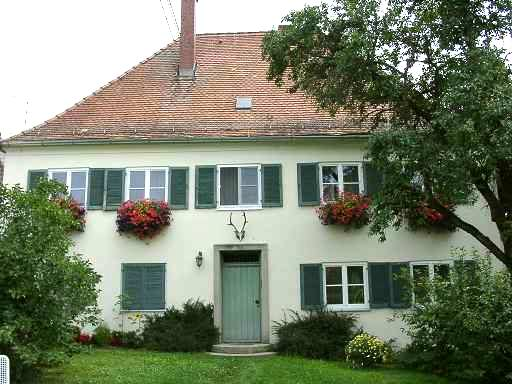
Forsthaus

## Sport- und Kulturvereine
- Förderverein Dorfgemeinschaft Hürbel e. V.
- Förderverein Schloss Hürbel e. V.
- Freiwillige Feuerwehr Hürbel
- Hürbler Sportverein e. V.
- Katholischer Frauenbund Hürbel
- Spielgruppe "Zwergentreff" Hürbel
- Vogelschutz- und Verschönerungsverein Hürbel e. V.

## Söhne und Töchter des Ortes
- Eduard Fiechtner (1843–1922), Schultheiß von Untertürkheim